# Avenida Alberto Bins

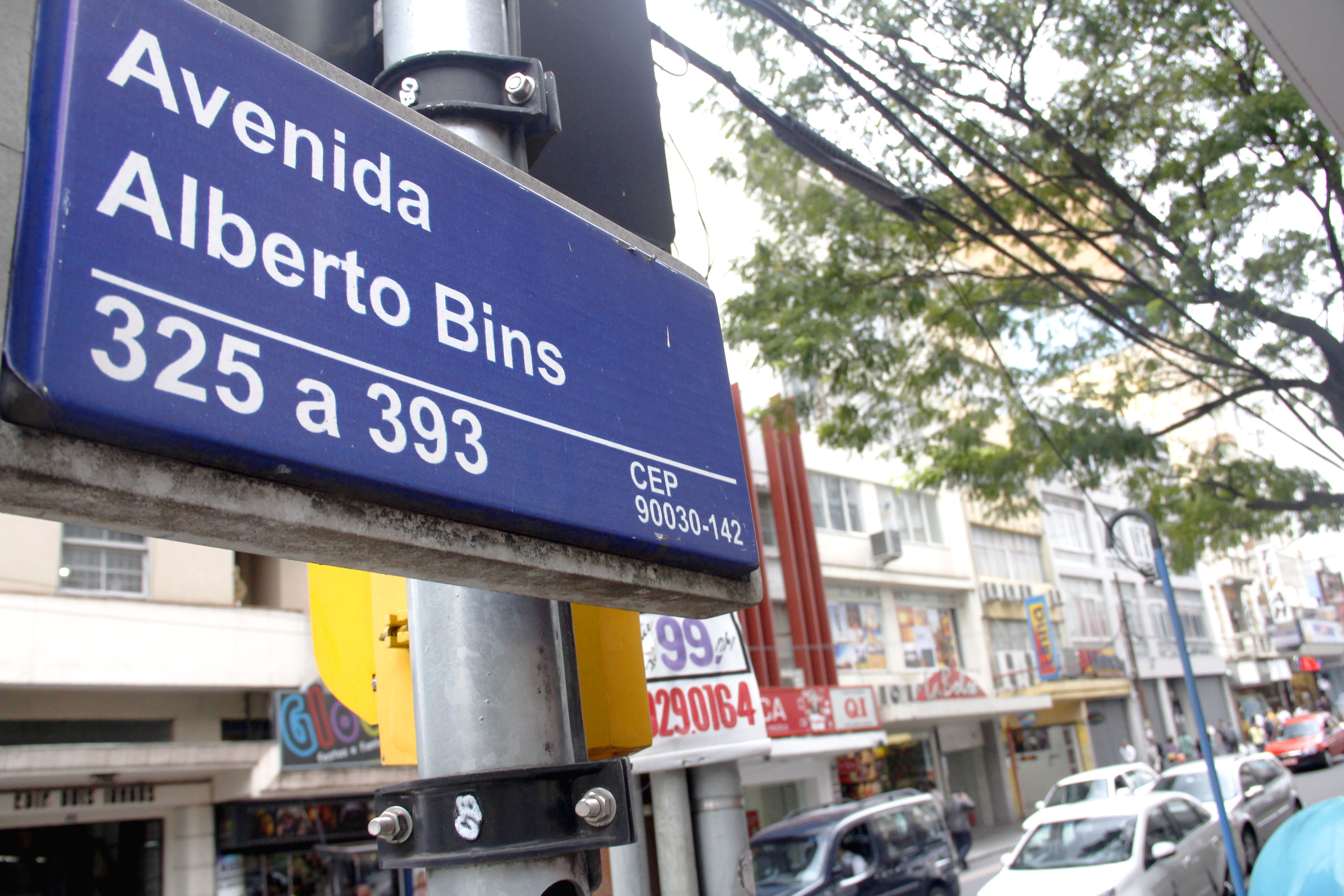
Avenida Alberto Bins

A Avenida Alberto Bins é uma das principais e mais movimentadas avenidas da cidade brasileira de Porto Alegre, capital do estado do Rio Grande do Sul. Está situada no centro histórico, começa na Rua Senhor dos Passos, junto à Praça Otávio Rocha, e termina na Avenida Cristóvão Colombo.
Seu nome é uma homenagem a Alberto Bins, o primeiro prefeito da capital. O logradouro já foi chamado de Rua União e Rua São Rafael e, em 1936, recebeu a atual denominação.

## Histórico
A rua foi aberta dentro dos terrenos da chácara da família Pinto Bandeira, denominada Chácara São Rafael, e popularmente chamada de Chácara da Brigadeira. Em 1870, Rafaela Pinto Bandeira Freire, a filha do brigadeiro Rafael Pinto Bandeira, ofereceu ao município alguns terrenos para abrir uma nova via pública, desde a Rua Senhor dos Passos até à Rua da Conceição, que na época chamava-se Rua União. Em 1872, a Câmara Municipal construiu uma comissão especial para a execução da via, que desde passou a ser chamada de Rua São Rafael. Em 1874, um mapa da Cia. Hidráulica Porto-Alegrense já registrava dez ligações domiciliares de água.
A Rua São Rafael, concluída em 1877, foi prolongada até a Rua da Aurora, atual Rua Barros Cassal, em 1893. O nivelamento do leito da via foi dificultado por uma pedreira, no cruzamento com a Rua Pinto Bandeira. Em 1889, Guilherme Kluwe obteve licença municipal para extrair pedra e cascalho das ruas São Rafael e Pinto Bandeira, comprometendo-se a nivelá-las, já que o anterior contratante, Malfati Virgilio, teria abandonado o trabalho, deixando-as esburacadas. A via recebeu o seu primeiro calçamento em 1906.
Embora fosse considerada uma "rua nobre", com vários colégios (entre eles a primeira sede do Colégio Farroupilha), o Turner Bund (atual Sociedade de Ginástica Porto Alegre - SOGIPA) e residências de pessoas importantes da colônia germânica, ainda não assumira, no princípio do século XX, a função de radial urbana, decisiva para o fluxo do tráfego entre o centro e o bairro Floresta. Só assumiu esse caráter no plano de reformas do intendente Otávio Rocha. A conclusão só ocorreu em 1929, quando o prefeito era Alberto Bins. O nome atual da avenida foi concedido por lei municipal de 6 de julho de 1936.

### Referência bibliográfica
- Franco, Sérgio da Costa.Guia Histórico de Porto Alegre (4° edição). Editora da Universidade (UFRGS), Porto Alegre, 2006